# روبرت برناردیس

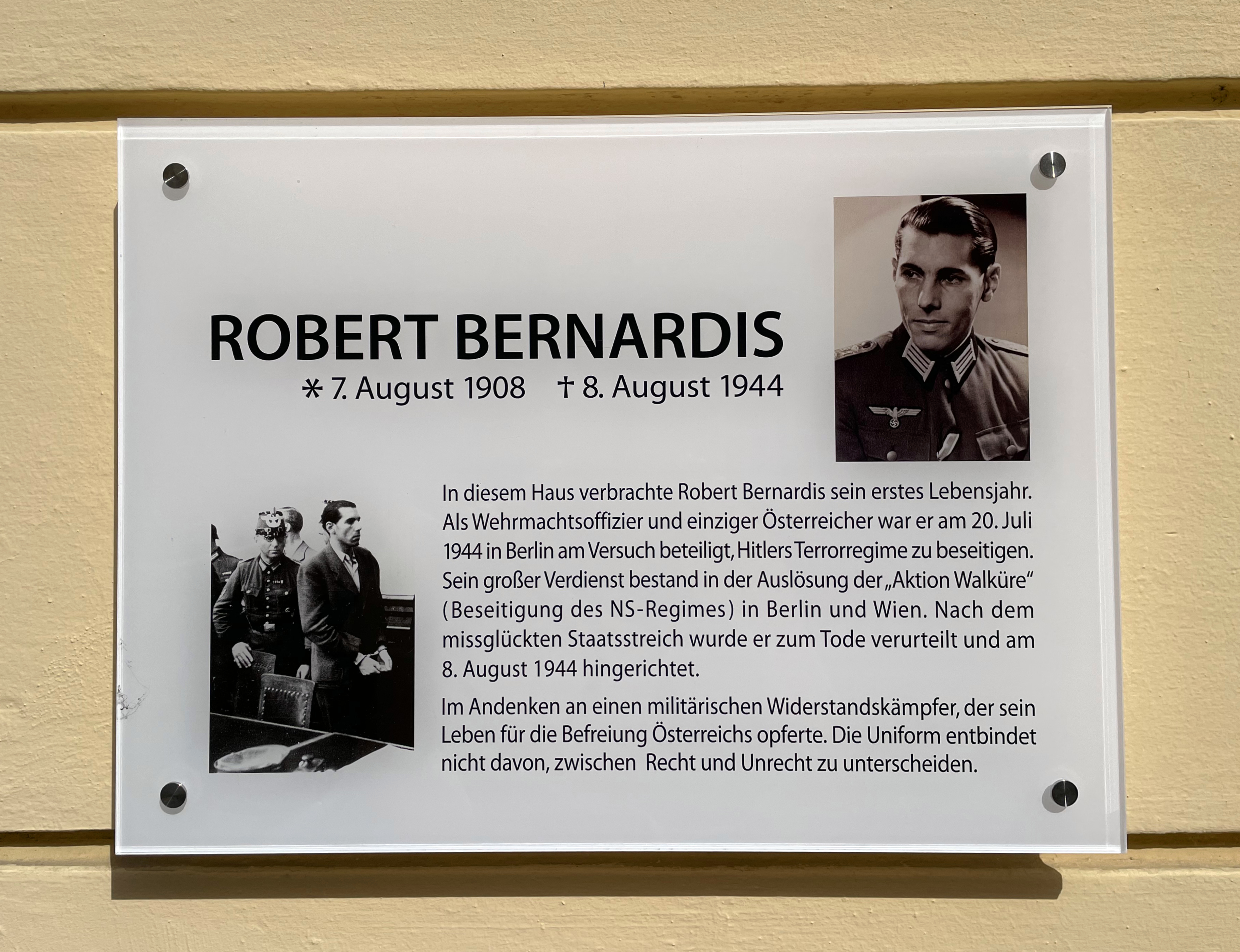
لوح‌یادبود روبرت برنادیس در خانه سابقش واقع در شهر اینسبروک.در این لوح‌یادبود زندگی برنادیس به صورت‌کوتاه شرح داده شده و در قسمت پایین آن نوشته شده است لباس فرم نباید انسان را از تشخیص کار درست از نادرست بازدارد(یا منع کند).

روبرت برناردیس (۷ اوت ۱۹۰۸ در اینسبروک - ۸ اوت ۱۹۴۴ در برلین-پلوتزنزی) یک افسر ارتش آلمان و مبارز مقاومت اتریشی در تلاش برای کشتن دیکتاتور آلمان نازی، آدولف هیتلر در توطئه ۲۰ ژوئیه ۱۹۴۴ بود.
پس از فارغ التحصیلی از آکادمی نظامی در انس و کلوسترنوبورگ اتریش، برناردیس به عنوان یک ستوان در لینتس کار نظامی خود را آغاز کرد. پس از ضمیمه شدن اتریش به آلمان در سال ۱۹۳۸، او رژیم حاکم جدید را پذیرفت، اما همچنان منتقد باقی ماند. ولی پس از آغاز جنگ جهانی دوم، تجریبات تلخ جنگی در خط مقدم مانند مشاهده قتل غیرنظامیان از نزدیک، نظر او را تغییر داد. از این رو وی وارد جنبش مقاومت در برابر رژیم رایش سوم شد. وی در ماه مه ۱۹۴۲ در ستاد فرماندهی آلمان مشغول به کار شد. 
در سال ۱۹۴۴، اگرچه هنوز نسبتاً جوان بود، به درجه‌ی سرهنگ دومی رسید. در حین تلاش برای تروری که 20 ژوئیه انجام شد، او در نزدیکی مرکز فرماندهی هیتلر در ولفس شانتسه  در نزدیکی راستنبورگ مستقر نبود، بلکه در برلین بود. برناردیس که از اینکه بمب باعث مرگ هیتلر نشده است، آگاهی نداشت، یکی از مسئولان اجرای دستور راه اندازی عملیات والکیری بود. همان شب، او توسط گشتاپو دستگیر شد. در تاریخ ۸ اوت، او توسط "دادگاه خلق" آلمان (Volksgerichtshof) به اعدام محکوم شد و همان روز اعدام شد.
با وجود اینکه خانواده‌ی برناردیس به یک اردوگاه تبعید شدند، در جریان جنگ زنده ماندند.

## در رسانه ها
در فیلم آلمانی ساخته‌شده در سال ۲۰۰۴ به نام "اشتاوفنبرگ" (Stauffenberg)، نقش بازیگر مایکل بورنهوتر (Michael Bornhütter) نقش برناردیس را ایفا کرد.